# Ernest Lieb
Ernest H. Lieb (* 14. April 1940 in Berlin; † 22. September 2006 bei Lathen) war der Begründer des American Karate System.
1952 wanderte Lieb mit seiner Familie in die USA aus, wo er 1959 die US-amerikanische Staatsbürgerschaft erhielt.
1955 begann er mit dem Training von Judo und Karate. 1958 graduierte er zum 1. Dan Karate. 1961 trat er der US Air Force bei. 1964 legte er in Südkorea seine Danprüfungen im Judo und Aikido ab. Außerdem gewann er in diesem Jahr als erster Amerikaner die Korean Tae Soo Do Championships. Während seiner weiteren Militärlaufbahn war er hauptsächlich als Scharfschützen- und Nahkampfausbilder für die Navy Seals, Rangers und Anti-Terroreinheiten tätig. Lieb lernte sowohl von koreanischen als auch von japanischen, okinawanischen und chinesischen Meistern, deren Techniken er später in das American Karate System integrierte. 1965, als damals 5. Dan, gründete er sein eigenes Kampfsystem, das American Karate System, kurz AKS. Im Juni 2005 wurde er für seine Verdienste mit dem 10. Dan geehrt. Des Weiteren ist Lieb auch der Begründer der American Karate Association (AKA).
Lieb lebte in Muskegon, Michigan. Dieser Stadt fühlte er sich besonders verbunden, weshalb das traditionelle Summer Camp des American Karate System stets dort stattfand.
Ernest Lieb starb bei einer Messfahrt des Transrapid auf der Transrapid-Versuchsanlage Emsland am 22. September 2006, als dieser mit einer Geschwindigkeit von ca. 170 km/h auf einen Werkstattwagen auffuhr. Mit Ernest H. Lieb starben 22 weitere Personen, darunter ein weiterer amerikanischer und drei deutsche Karateka. 10 Personen wurden verletzt.
In Deutschland ist das von Lieb begründete American Karate System (AKS-Germany) seit 1997 im DKV (Deutscher Karate Verband) vertreten. Ernest Lieb hielt regelmäßige Lehrgänge in Deutschland ab. Freundschaftliche Beziehungen bestehen weiterhin auf beiden Seiten des Atlantiks.
Im September 2023 veröffentlichte der Bruce-Lee-Historiker John Little, welcher unter anderem im Jahr 2000 die Dokumentation Bruce Lee: A Warrior's Journey veröffentlichte, welche in Deutschland 2001 unter dem Titel Bruce Lee: Der Weg eines Kämpfers auf VHS und DVD erschien, das Buch Wrath of the Dragon – The Real Fights of Bruce Lee (Der Zorn des Drachen – Die echten Kämpfe des Bruce Lee), in welchem er eine Liste über Lees Kämpfe und Sparrings veröffentlichte. Lieb wird als einer von Lees Sparringsgegnern geführt, und auf Seite 201 zitiert: „Auch wenn ich [Ernest Lieb] 42 Karate-Turniere gewonnen habe, betrachte ich mich nicht als einen Gegner für ihn [Bruce Lee]. Seine Schnelligkeit übertrifft die meisten mir bekannten Schwarzgurte.“ (Originalzitat: „Although I have won forty-two Karate tournaments, I do not consider myself a match for him. His speed surpasses most of the black belts i know.“) 1967 wurde Lieb zusammen mit Lee, Jhoon Rhee und Ed Parker Senior bei einem Turnier fotografiert. Dies bestätigt, dass die beiden Schauspielerinnen Elke Sommer und Thordis Brandt nicht die einzigen aus Deutschland stammenden Personen waren, welche Lee persönlich trafen.